# Sedov (Schiff)

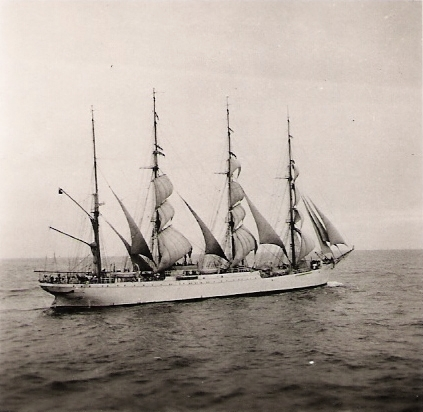
Die Sedov auf See um 1955–56

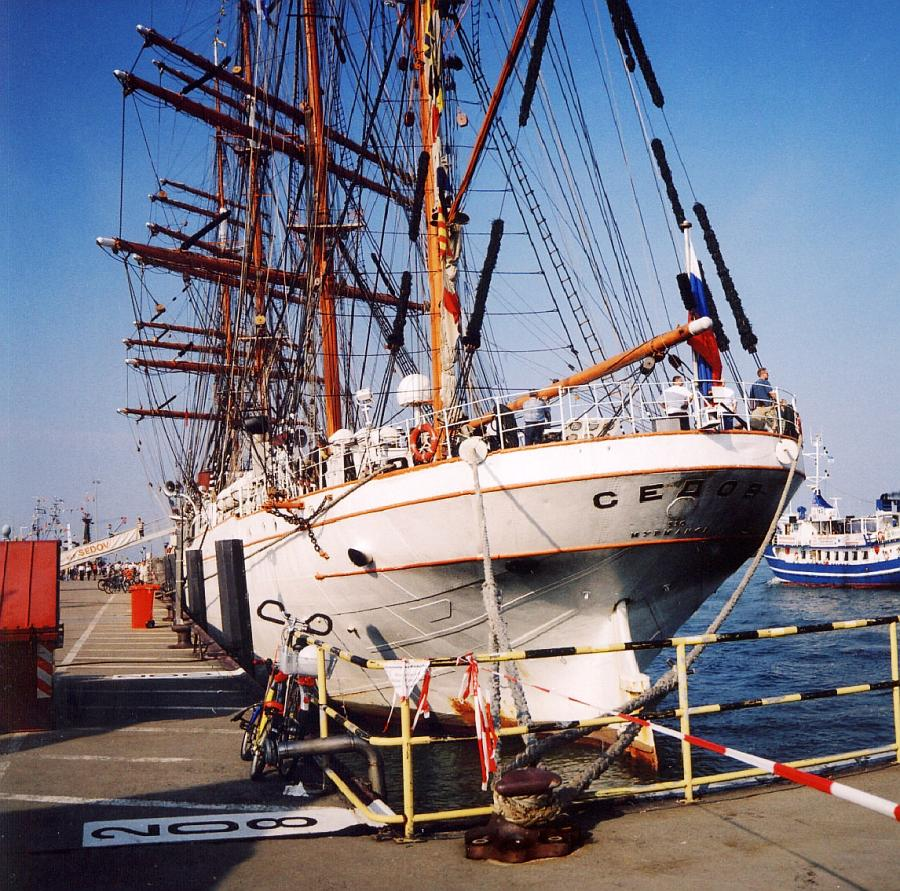
Die Sedov in Cuxhaven anlässlich des Tall Ships’ Race 2004

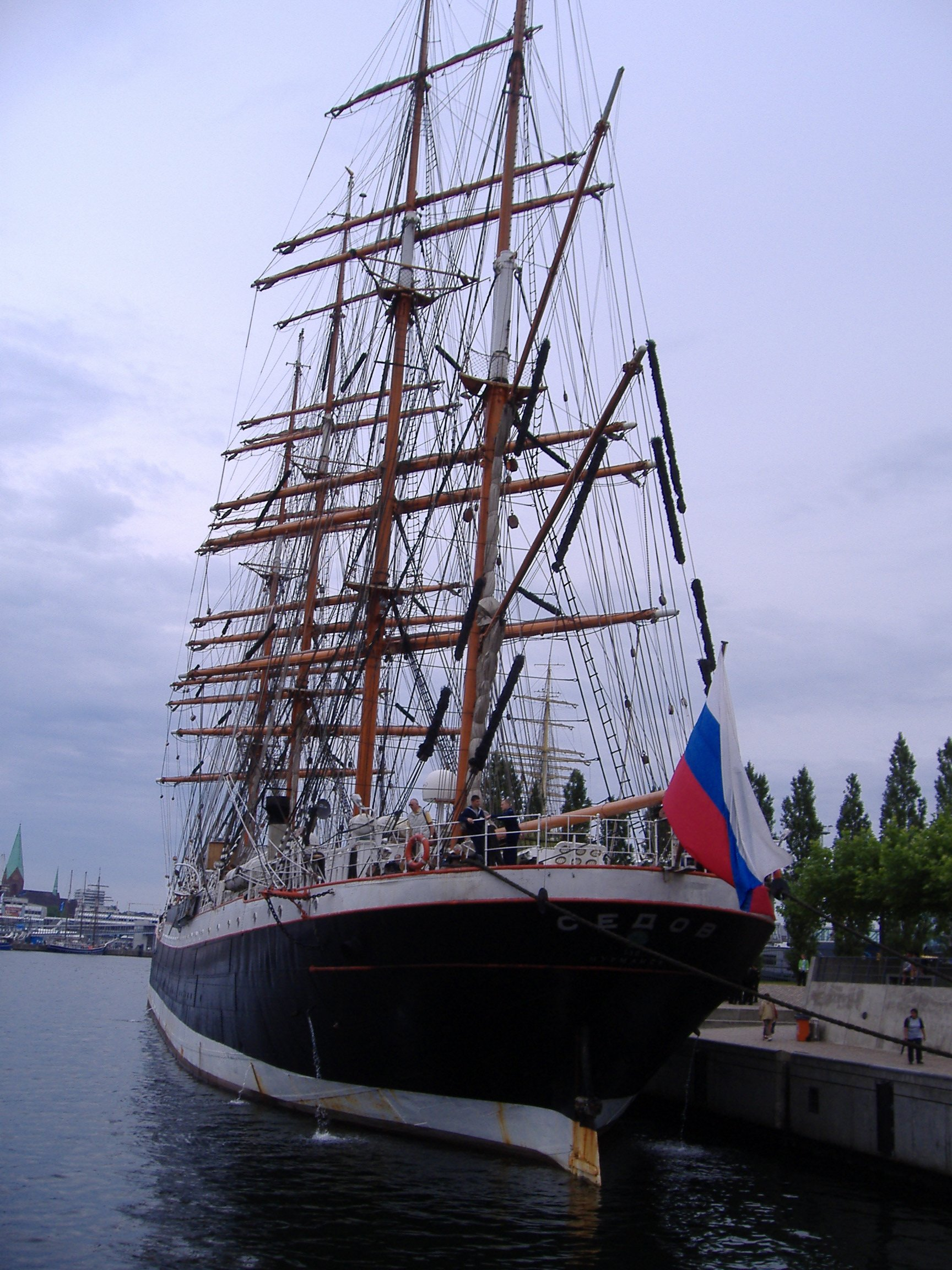
Heckansicht der Sedov in Kiel anlässlich der Kieler Woche 2007

Die Sedov (russisch Седов, im Deutschen auch unter der Transkription Sedow bekannt), ex Kommodore Johnsen (1936), gebaut als Magdalene Vinnen II (1921), ist eine aus Stahl gebaute, unter russischer Flagge fahrende Viermastbark mit Hilfsmaschine (sog. Auxiliarsegler), die als Segelschulschiff genutzt wird. Sie wurde nach dem russischen Marineoffizier und Polarforscher Georgi Jakowlewitsch Sedow benannt. Die Sedov ist das größte noch segelnde traditionelle Segelschiff der Welt. Bei ihrer Indienststellung war sie das weltweit fünftgrößte Segelschiff nach den drei Fünfmastbarken France, Potosi und København sowie dem Sechsmast-Gaffelschoner Wyoming.

## Schiffsgeschichte

### Vorkriegsjahre
Das Schiff lief am 23. März 1921 als Magdalene Vinnen II auf der Kieler Germaniawerft vom Stapel. Es war das zweite nach der Ehefrau des Bremer Reeders Adolf Vinnen benannte Schiff, das für die Reederei F. A. Vinnen (Bremen) segelte. Die erste, 1892 gebaute, Magdalene Vinnen I (ex Dunstaffnage), ebenfalls eine Viermastbark, die mit 3.317 BRT und 3.129 NRT vermessen war, kam 1911 zu F. A. Vinnen und gelangte nach dem Ersten Weltkrieg 1921 als Reparationszahlung nach Italien zum Abbruch. Kapitän Lorenz Peters war bis 1914 auf der Vorgängerin, begleitete seit dem Ende des Krieges den Neubau und fuhr das Schiff seit seiner Jungfernfahrt 1921 bis in das Jahr 1936.
Die Magdalene Vinnen II segelte unter anderem bis 1931 in der chilenischen Salpeterfahrt und nach 1931 in der australischen Weizenfahrt, wobei sie mehrmals Kap Hoorn umrundete und dadurch zu den Kap Hoorniers zählt.
1936 wurde sie vom Norddeutschen Lloyd erworben, der auf der Suche nach einem großen Segelschiff war, um es als frachttragendes Schulschiff zu betreiben. Es wurde nach dem Lloyd-Kapitän und Kommodore Nikolaus Johnsen (1869–1932) umbenannt und hieß fortan Kommodore Johnsen. Anfang März 1937 entging sie auf einer Rückreise von Buenos Aires nach Hamburg nur knapp dem Untergang, als in der Nähe der Azoren in einem Sturm, der sich zum Hurrikan entwickelte, das Getreideschott unter Luke III nachgab und sich ihre als Schüttgut geladene Ladung (4.963 Tonnen Weizen) verschob. Trotz der Versuche der Besatzung, die Ladung auf offener See umzutrimmen, krängte das Schiff am Morgen des 3. März 1937 bis zu 56 °. Der Kapitän Otto Lehmberg (1888–1969) funkte schließlich SOS, und der niederländische Frachter Sliedrecht und der deutsche Tanker Winkler eilten zu Hilfe. Schließlich ließ der Tanker Öl auf die See laufen, um die Macht der Wellen zu verringern. Der Sturm flaute am Abend des Tages etwas ab, woraufhin das Umtrimmen der Ladung erfolgreich genug war, um die Kommodore Johnsen zu retten und aus eigener Kraft weiterfahren zu lassen. Der Vorfall ereignete sich damit fast genau 20 Jahre vor dem Untergang der Pamir, der maßgeblich durch eine Verschiebung der Getreideladung nach Bruch des Längsschotts verursacht wurde, und dem Beinahunglück der Passat aufgrund einer solchen Verschiebung, die beide ebenfalls auf der Route Buenos-Aires-Hamburg in schwere Stürme gerieten. Von April 1937 bis August 1939 führte Kapitän Gottfried Clausen (1902–1986) das Schiff für weitere 3 Reisen rund um die Welt.

### Nachkriegszeit

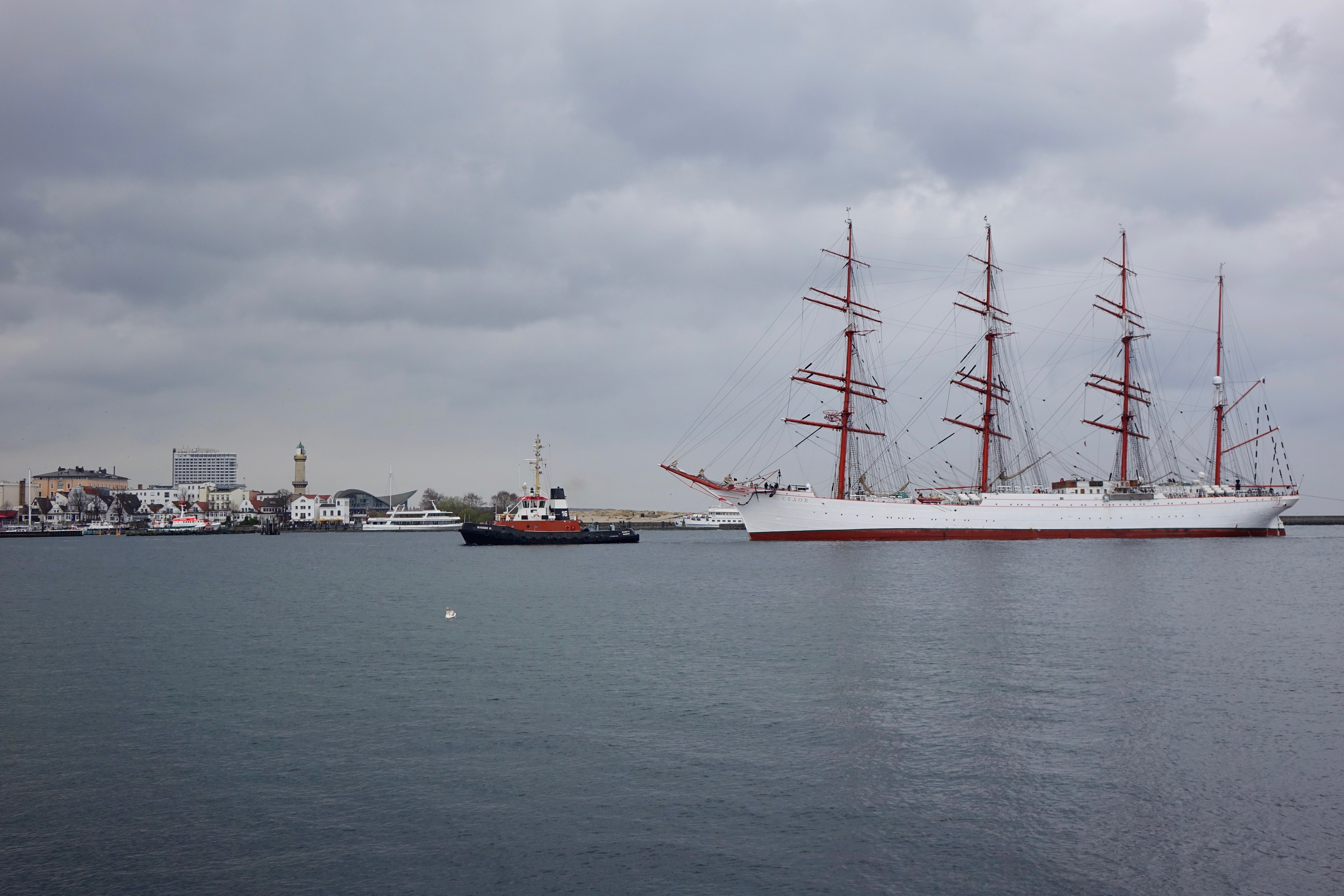
Einfahrt der Sedov in Warnemünde am 14. April 2019

Nach dem Zweiten Weltkrieg gelangte das Schiff im Mai 1945 in britischen Besitz und am 20. Dezember 1945 als Reparationszahlung in die Sowjetunion, die es nach Odessa verlegte. Im Januar 1946 erhielt das Schiff seinen heutigen Namen, der mit den beiden vorigen Namen nebst Jahreszahl in ein Messingzierband des Ruderrades eingraviert ist. Als Segelschulschiff im Besitz des sowjetischen Fischereiministeriums trat die Sedov 1951 ihre erste Reise an. Von 1952 bis 1957 diente sie als Schulschiff der sowjetischen Marine. Mehrere Freundschaftsbesuche unter verschiedenen Marinekapitänen führten sie nach Südamerika und Afrika. Von 1957 bis 1966 war sie mit Kadetten an Bord als ozeanographisches Forschungsschiff im Atlantik unterwegs. In dieser Zeit wurde alles laufende Gut nach den originalen Takelplänen erneuert. 1966 wechselte sie zu ihrem neuen Eigner, dem sowjetischen Fischereiministerium, über. Ihr Liegeplatz wurde die Newa im damaligen Leningrad. Nach wenigen Ausbildungsfahrten im finnischen Meerbusen wurde sie in Kronstadt aufgelegt. Gemäß Eintrag im Lloyd’s-Register war sie von 1967 bis 1982 nicht als fahrendes Schiff vermerkt.
Von 1975 bis 1981 lag sie dann in der Marinewerft Kronstadt im Trockendock, wo sie generalüberholt wurde. Der Rumpf wurde entrostet, repariert und mit Rostschutzfarbe versehen, danach erhielt sie ihren weißen Anstrich. 500 Tonnen Ballast in fester Form wurden eingebaut, dazu 1.000 Tonnen Ballast- und Trinkwasser sowie Brennstoff in den Doppelbodentanks. Die ausgebauten einstigen Zwischendeckladeräume wurden für die Aufnahme von mehr als 240 Mann eingerichtet. Zusätzlich verfügt die Viermastbark dort über entsprechende Sport-, Schulungs- und Unterrichtsräume mit Film- und Videoausrüstung. Einmalig auf einem Segler ist der glasüberwölbte Festsaal mit Bühne und einem kleinen angebauten Museum zur Schiffsgeschichte und der seines Namensgebers. Das Schiff wird seitdem als reines Schulschiff eingesetzt. Im Mai 1982 lief die Sedov zum 793. Hamburger Hafengeburtstag in den Hafen der Hansestadt ein. Hier besuchte sie auch ihr ehemaliger Kapitän Gottfried Clausen (Kapitän vom 1. April 1937 - 8. Mai 1945), der von Kapitän Prewoztschikow herzlich empfangen wurde. Im selben Jahr trafen sich ehemalige Kadetten des Norddeutschen Lloyd zu ihrem Jahrestreffen auf der damals in Bremerhaven liegenden Bark. Die Stadt veranstaltete anlässlich des Besuchs des damals 51-jährigen Schiffes in seinem alten Heimathafen eine Geschichtsausstellung über die einstige Kommodore Johnsen ex Magdalene Vinnen II.
1991 wurde die staatliche Technische Universität Murmansk, vormals Staatliche Akademie der Fischereiflotte, Eignerin des Schiffes. Wegen der großen Kälte in ihrem Heimathafen Murmansk während der Wintermonate bemüht sich der Eigner, das Schiff häufiger in deutschen Häfen überwintern zu lassen, zuletzt in den Wintern 2003/2004 und 2004/2005 in Warnemünde.
Im Sommer 2005 diente die Sedov als Drehort für den Fernsehfilm Der Untergang der Pamir, dem der Untergang der Viermastbark Pamir im September 1957 zugrunde liegt. Der vorher weiße Rumpf der Sedov wurde dafür eigens schwarz mit rotem Unterwasserschiff und weißem Wasserpass gestrichen, den traditionellen Farben der Schiffe der für ihre Flying P-Liner berühmten Reederei F. Laeisz, zu denen die Pamir einst gehörte. Nach Abschluss der Dreharbeiten behielt die Sedov zunächst ihre neuen Rumpffarben. Zwischenzeitlich wurde der Rumpf wieder weiß gestrichen.
Seit April 2017 ist die Sedov im Besitz der Staatlichen Technischen Universität Kaliningrad.
Neben ihrer Hauptaufgabe als Ausbildungsschiff für Kadetten ist es seit 1989 für Interessierte möglich, auf der Sedov als aktiver Teil der Besatzung mitzusegeln. Die Sedov ist als „schwimmendes Museum“ immer wieder ein gern gesehener Gast in allen Häfen dieser Welt. So ist sie u. a. Stammgast beim Hamburger Hafengeburtstag, bei der Kieler Woche sowie beim jährlichen „Wochenende an der Jade“ in Wilhelmshaven und kann dort besichtigt werden. Im Mai 2011 nahm sie am Treffen der Großsegler anlässlich der 100-Jahr-Feier der Passat in Travemünde teil.

### Politischer Zwischenfall
Am 10. April 2019 verboten die estnischen Behörden die Zufahrt der Bark mit 112 Kadetten an Bord in die Hoheitsgewässer des Landes und erklärten, Studenten der Kerch State Marine Technological University „von der besetzten Krim“ seien an Bord. Bei der Weiterreise verweigerten auch die polnischen Behörden am 12. April die Einfahrt in den Hafen von Gdingen. Hintergrund der Entscheidung sei, dass die EU-Staaten Estland und Polen die illegale Annexion der Krim 2014 durch Russland scharf verurteilen und nicht anerkennen. Der Minister für auswärtige Angelegenheiten der Ukraine Pawlo Klimkin reagierte auf den Vorfall mit wohlwollender Anerkennung. Eine Sprecherin des russischen Außenministeriums kritisierte die Entscheidung Estlands als „unfreundlichen und provokativen Schritt“.
Am 14. April 2019 konnte die Sedov unbehelligt in Rostock-Warnemünde einlaufen. Am 16. April hatte der Segler um 15:17 Uhr Rostock verlassen, um am 19. d. M. Skagen als nächsten Hafen zu erreichen.

## Technische Daten
- Ladekapazität als Frachtsegler: 5.340 t
- Höhe Mast über Wasser: 58 m
- Segelfläche: 3.117 m² Rah- und 1.075 m² Schratsegel
- Besatzung: als Handelsschiff: ca. 30 Mann; als Schulschiff heute: 55–60 Mann Stammbesatzung, dazu bis zu 110 Kadetten und bis zu 44 zahlende Mitsegler

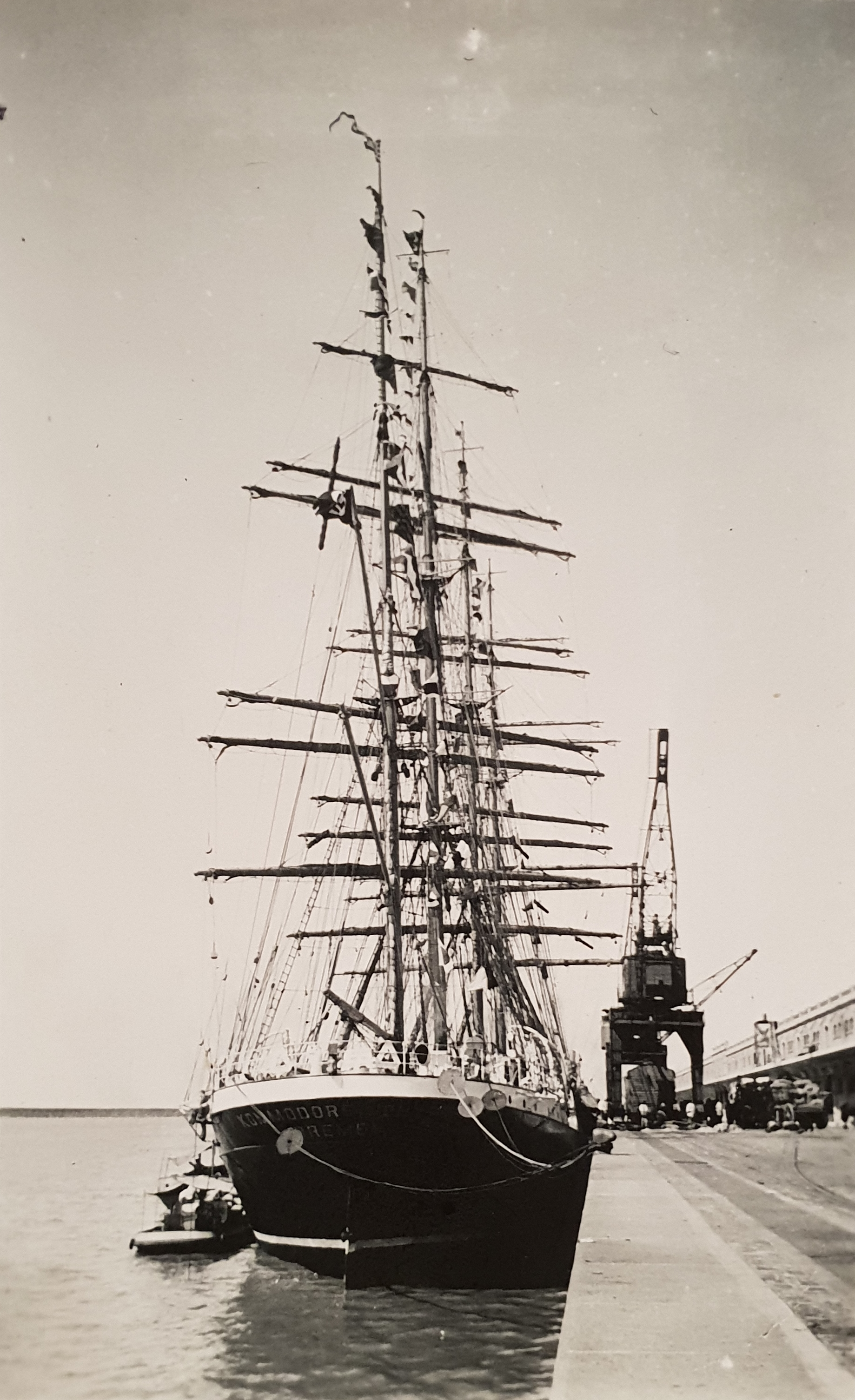
Die Kommodore Johnsen 1939 am Pier von Buenos Aires
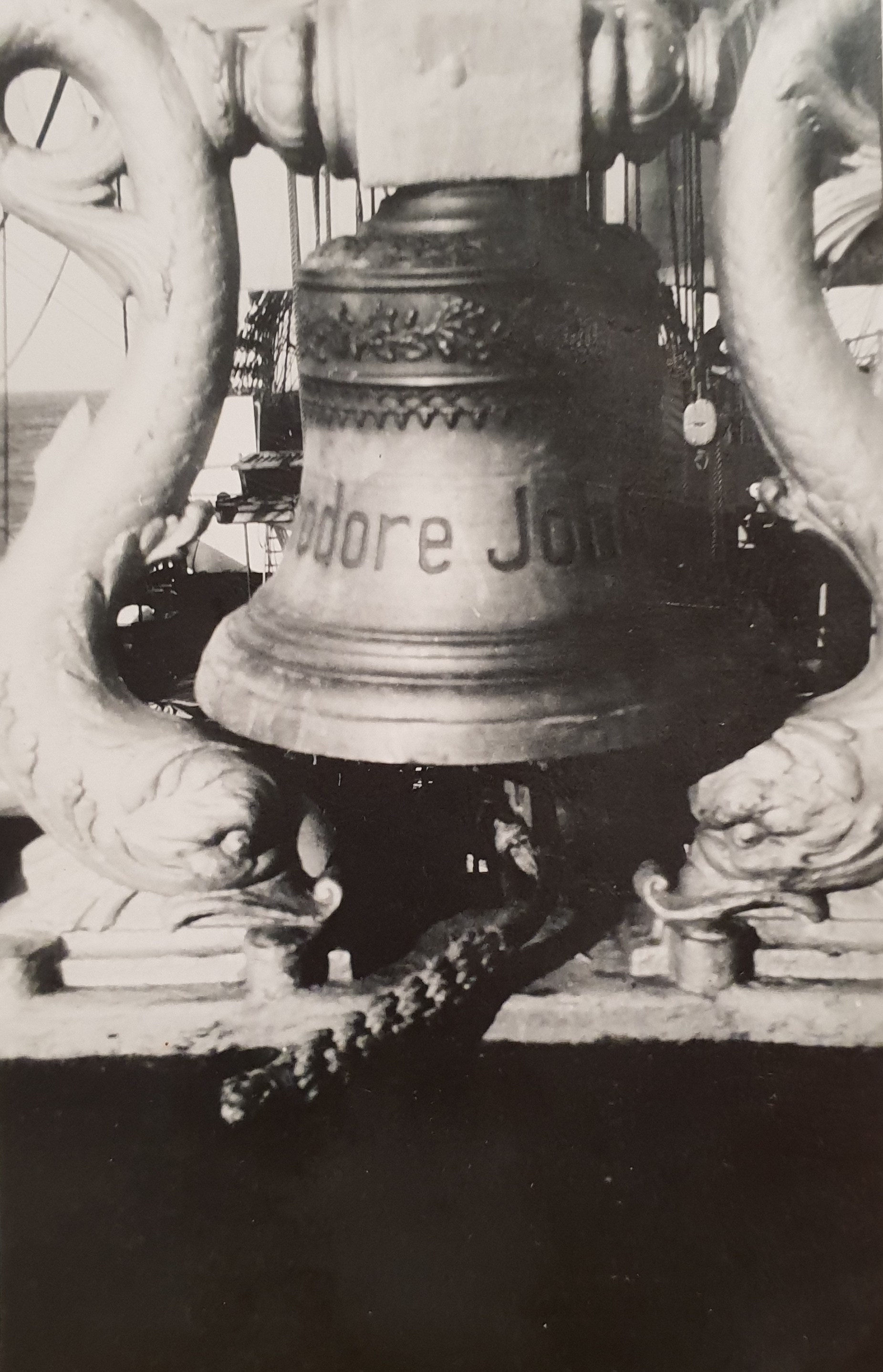
Die Schiffsglocke der Kommodore Johnsen
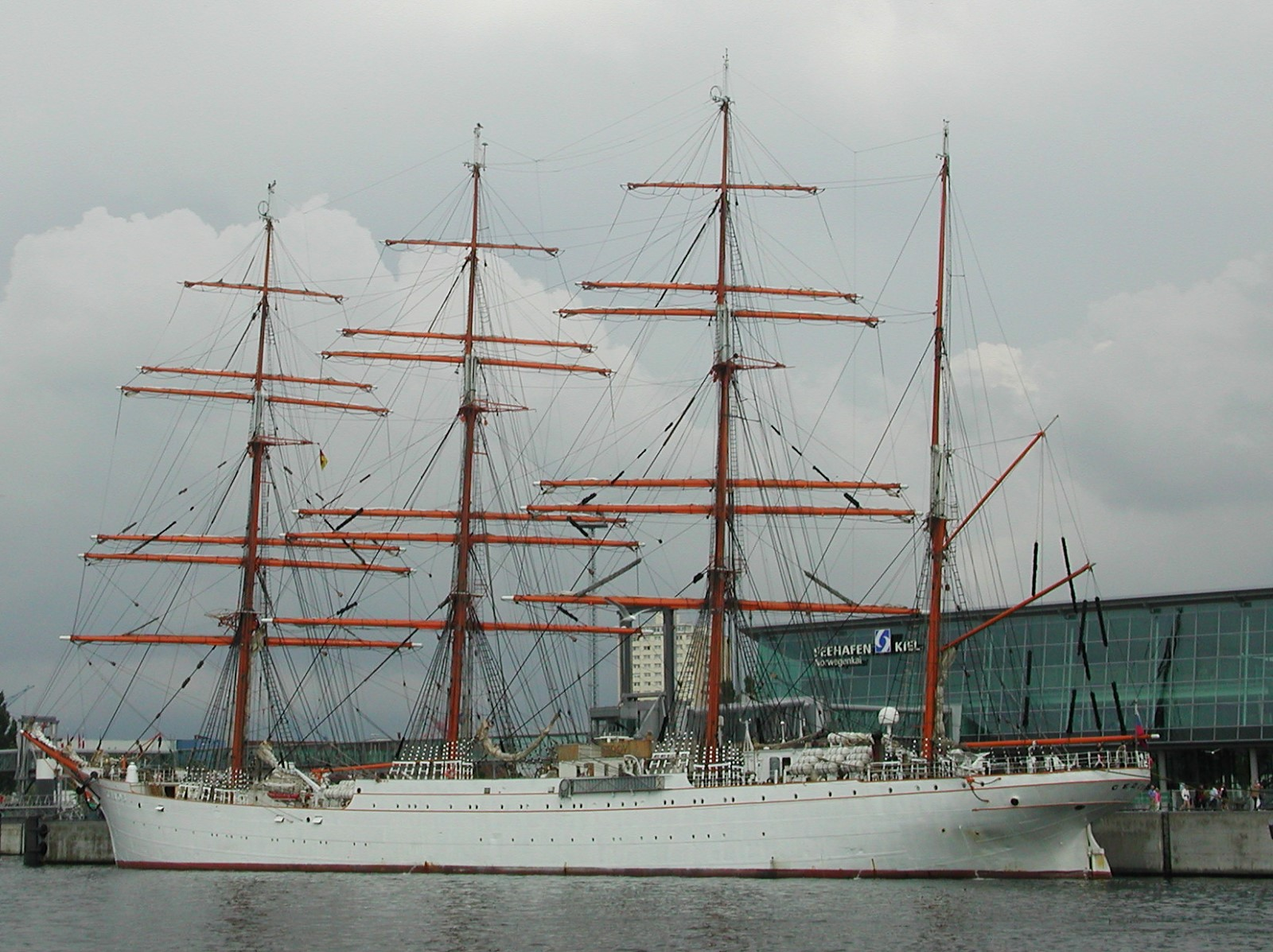
Segelschulschiff Sedov 2003 in Kiel
Segelschulschiff Sedov 2006 in F.-Laeisz-Farben gestrichen
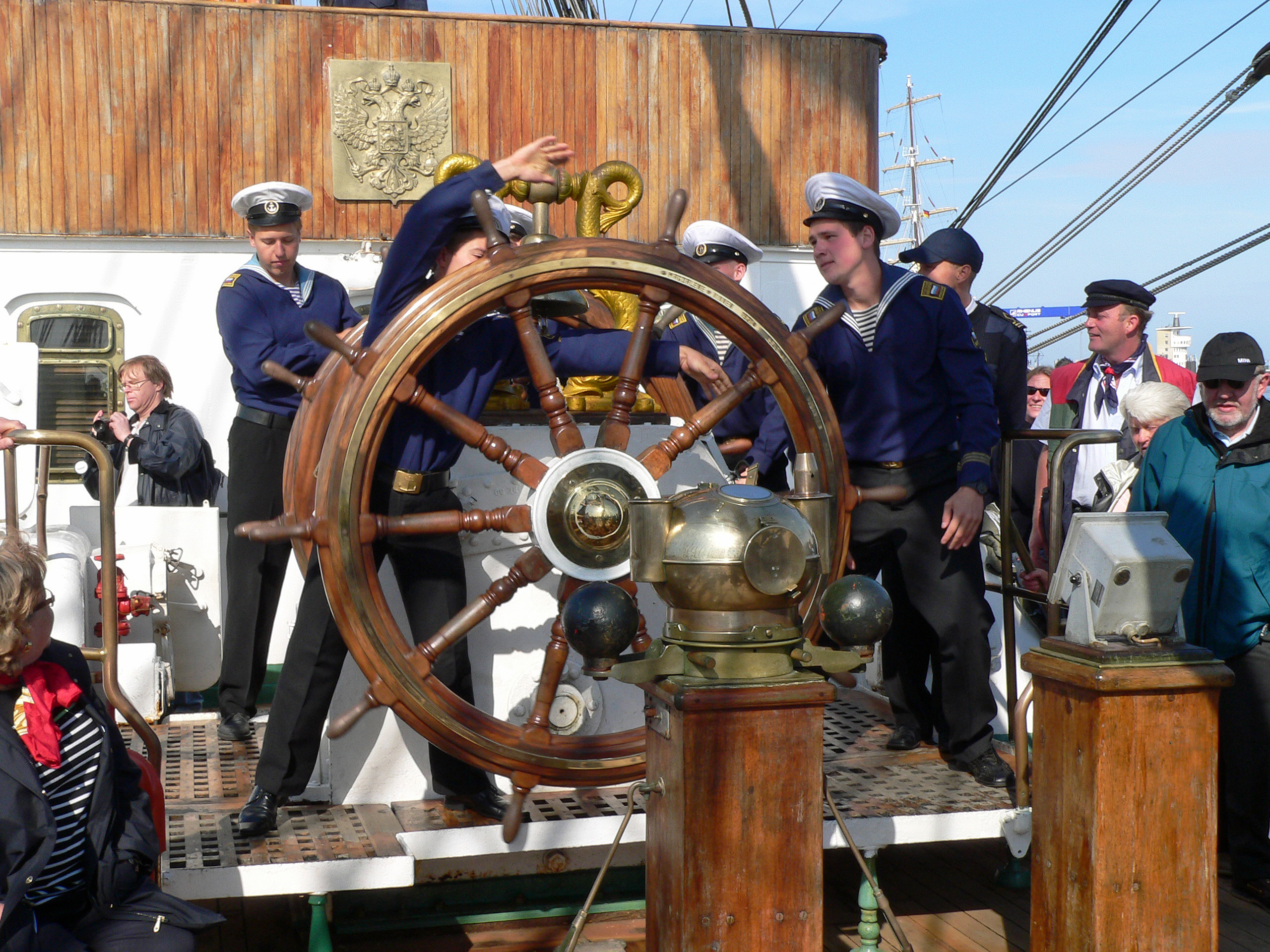
Auf der Sedov beim Open Ship 2007 in Cuxhaven
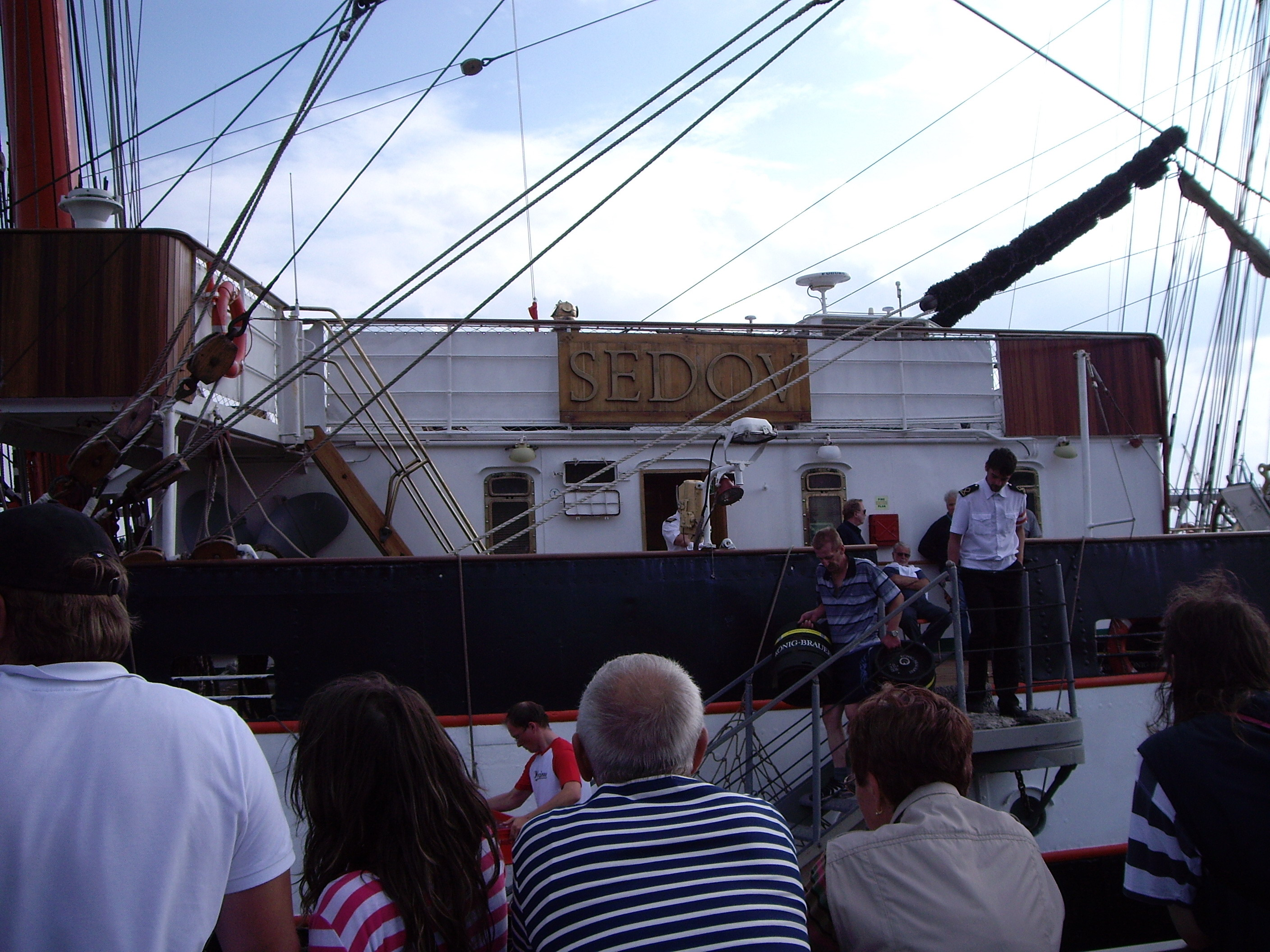
Die Sedov in Hamburg bei den Cruise Days 2008
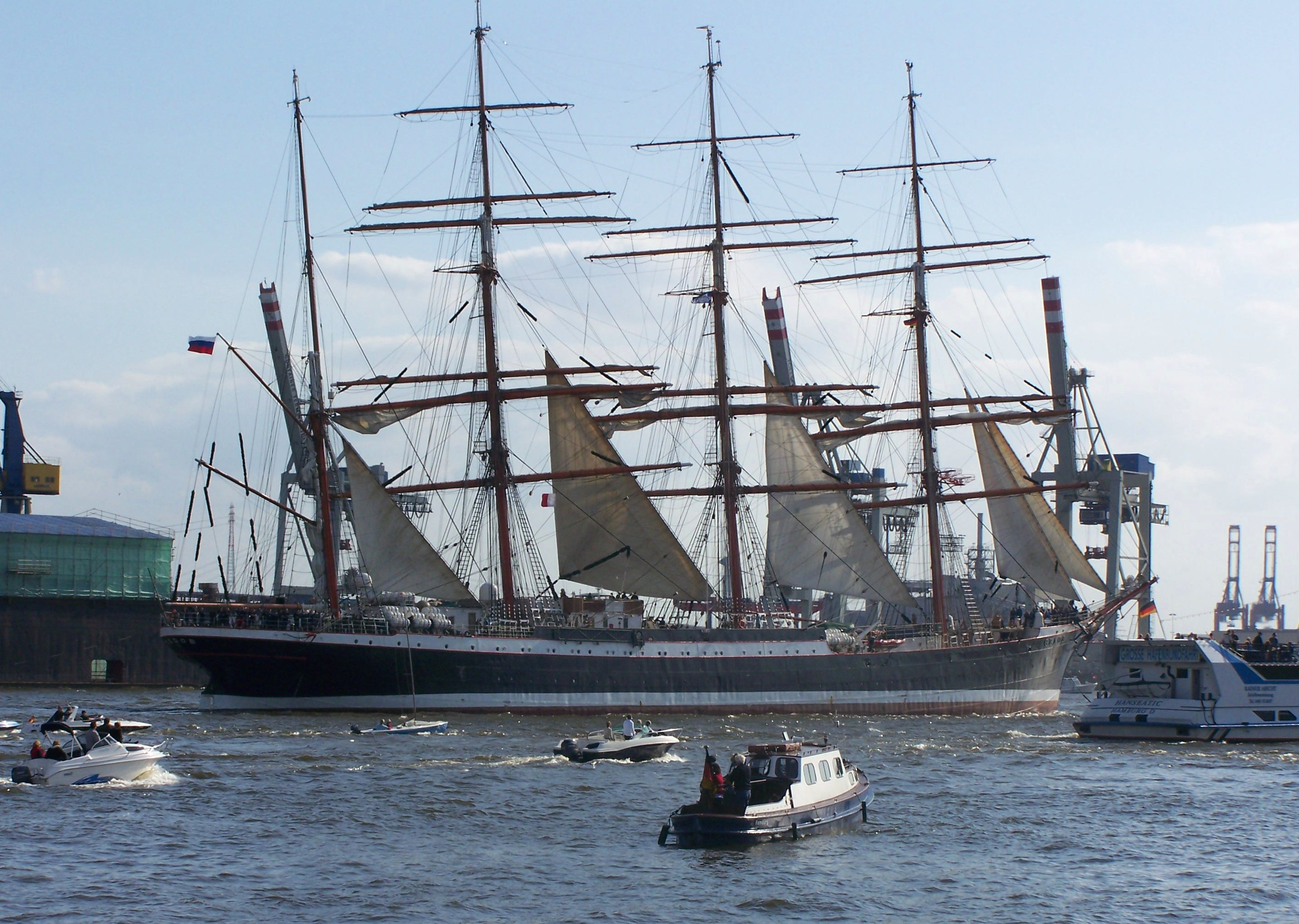
Die Sedov führt die Auslaufparade beim 820. Hamburger Hafengeburtstag an
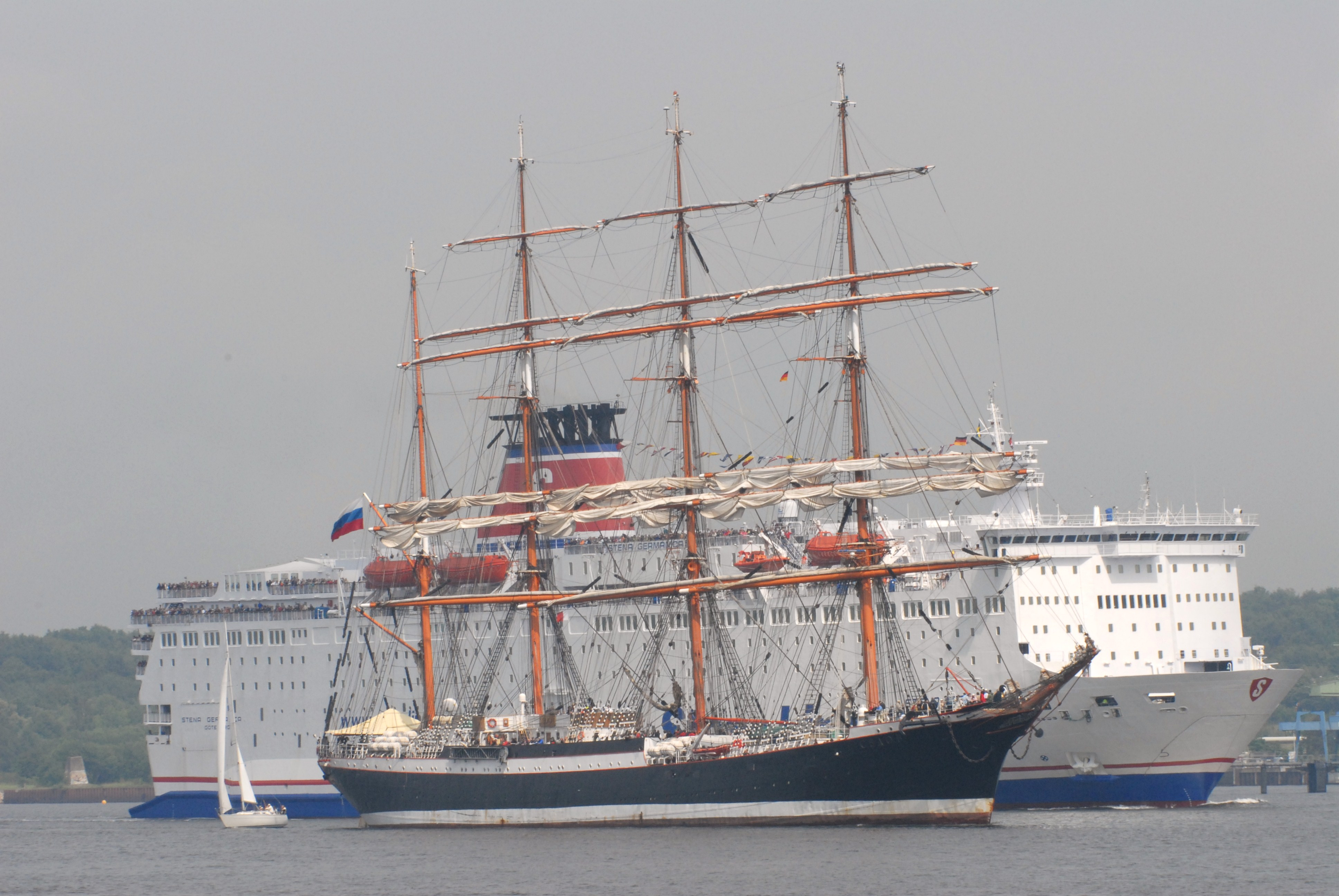
Die Stena Germanica passiert die in den F.-Laeisz-Farben gestrichene Sedov im Kieler Hafen während der Kieler Woche 2007
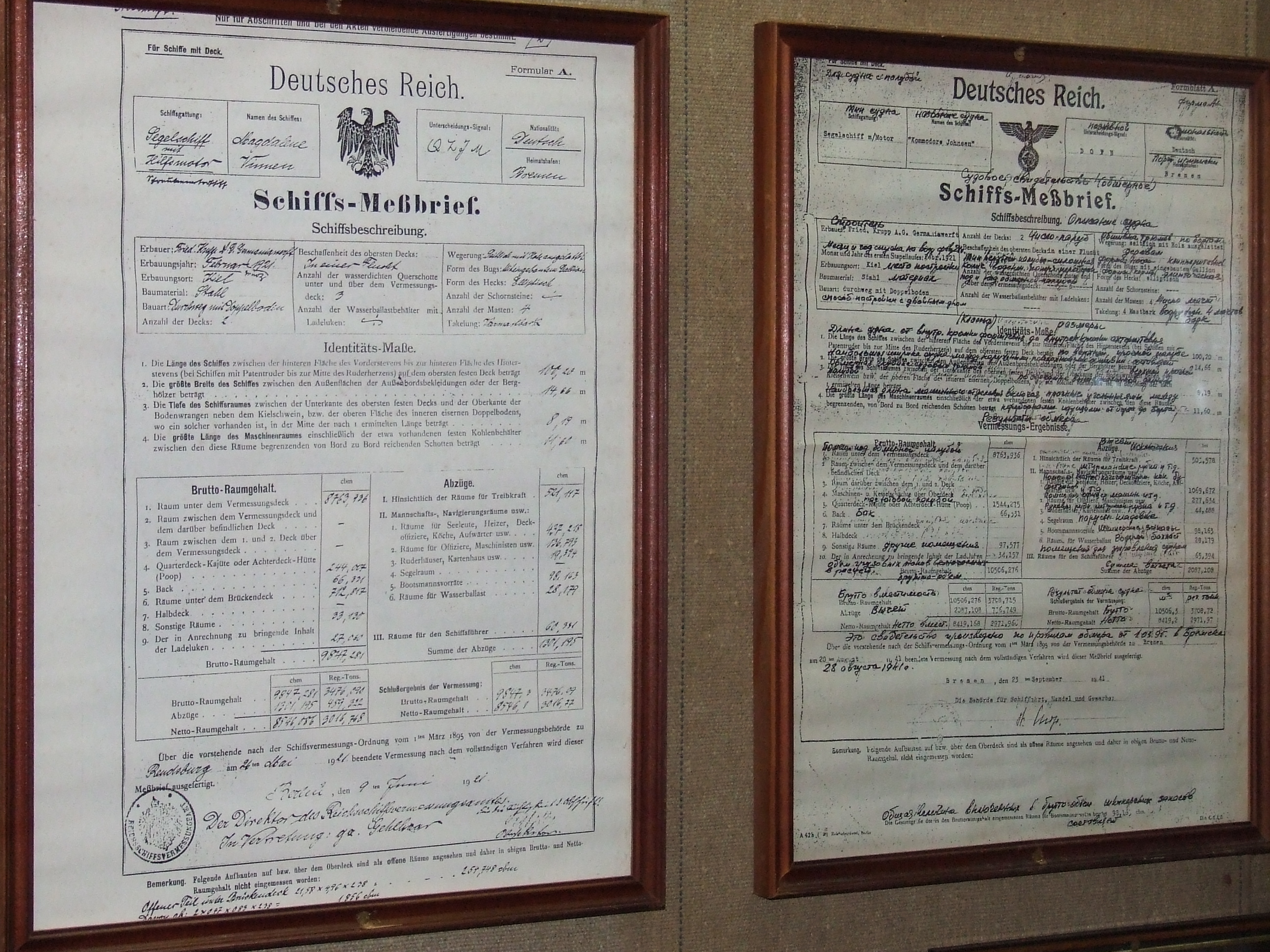
Der originale Schiffs-Meßbrief im schiffseigenen Museum bei der Hanse Sail in Warnemünde, 7. August 2010
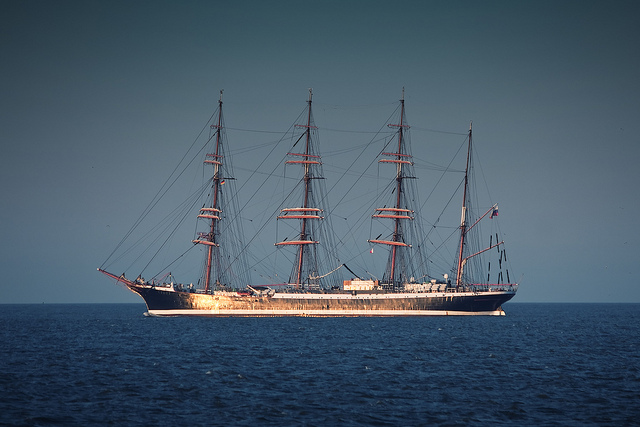
Die Sedov auf der Nordsee zwischen Cuxhaven und Helgoland